# Kirchenbezirk Backnang
Der Evangelische Kirchenbezirk Backnang ist einer von 43 Kirchenbezirken bzw. Kirchenkreisen der Evangelischen Landeskirche in Württemberg. Sein Gebiet ist deckungsgleich mit dem Dekanat Backnang.

## Geografie
Der Kirchenbezirk Backnang liegt in der nördlichen Mitte der württembergischen Landeskirche. Sein Gebiet umfasst den Norden des Rems-Murr-Kreis, also das Gebiet der politischen Städte und Gemeinden Allmersbach im Tal, Althütte, Aspach, Backnang, Burgstetten, Großerlach, Murrhardt, Oppenweiler, Spiegelberg, Sulzbach an der Murr und Weissach im Tal.

### Nachbarkirchenbezirke
Der Kirchenbezirk Backnang grenzt an folgende Kirchenbezirke (im Uhrzeigersinn beginnend im Norden): Weinsberg-Neuenstadt, Schwäbisch Hall, Gaildorf, Schorndorf und Waiblingen (alle Prälatur Heilbronn) sowie Marbach (Prälatur Stuttgart).

## Geschichte
Das Gebiet um Backnang gehörte nach endgültiger Einführung der Reformation (in Backnang selbst erst 1552) zunächst zum Dekanat Marbach. 1695 wurde Backnang Sitz eines eigenen Dekanats. Es gehörte zunächst zum Generalat Lorch, ab 1599 zu Adelberg. Seit 1810 ist es dem Generalat (heute Prälatur) Heilbronn zugeordnet, doch gehörte es von 1992 bis 2003 zur Prälatur Ludwigsburg.
Infolge der Auflösung einiger Kreise bzw. Oberämter in Württemberg 1939 wurden auch die kirchlichen Verwaltungsbezirke teilweise neu gegliedert. So wurden mit Wirkung vom 1. April 1939 die Kirchengemeinden Erbstetten und Kleinaspach vom Kirchenbezirk Marbach in den Kirchenbezirk Backnang umgegliedert. Nach Auflösung des Kirchenbezirks Welzheim zum 1. Januar 1978 wurde auch die Kirchengemeinde Kirchenkirnberg dem Dekanat Backnang zugeordnet.

## Leitung des Kirchenbezirks
Die Leitung des Kirchenbezirks obliegt der Bezirkssynode, dem Kirchenbezirksausschuss (KBA) und dem Dekan. Die Dekansstelle ist derzeit vakant, zum Dekan ist Wilfried Braun bereits bestimmt, der im Dezember 2010 sein Amt antreten soll.

### Dekane des Kirchenbezirks Backnang
- 1695–1707 Matthäus Esenwein
- 1707–1709 David Laitenberger
- 1709–1720 Felix Buttersack
- 1720–1738 Gottfried Osiander
- 1738–1756 David Samson Georgii
- 1756–1762 Johann Jakob Erbe
- 1762–1781 Christian Friedrich Tafel
- 1782–1797 Heinrich August Georgii
- 1797–1801 Christian David Kessler
- 1802–1820 Jakob Gottlieb Wagenmann
- 1820–1831 Gottlieb Friedrich Jäger
- 1831–1841 Christian Ludwig Friedrich Gess
- 1842–1870 Gottlob Friedrich Moser
- 1870–1892 Christian Friedrich Kalchreuter (1819–1904)
- 1892–1897 Alfred Friedrich Klemm
- 1897–1921 Dr. Theodor Friedrich Köstlin (1845–1932)
- 1921–1934 Karl Klinger (1871–1937)
- 1935–1945 Otto Bihlmaier
- 1945–1951 Kurt Pfeifle (1900–1974)
- 1951–1968? Maximilian Köpf
- 1968–1979 Albert Widmann (* 1913)
- 1979–1992 Gerhard Greiner (* 1927)
- 1993–2000 Ulrich Warth (* 1937)
- 2000–2009 Wolfgang Traub (* 1956)
- 2010–2023 Wilfried Braun
- seit 2023 Rainer Köpf (* 1964)

## Kirchengemeinden
Im Kirchenbezirk Backnang gibt es insgesamt 23 Kirchengemeinden. Davon haben sich die fünf Kirchengemeinden Backnangs zur Gesamtkirchengemeinde Backnang zusammengeschlossen, bleiben aber weiterhin eigenständige Körperschaften des öffentlichen Rechts. Die jeweils in Klammern hinter dem Namen der Kirchengemeinde angegebenen Gemeindegliederzahlen beziehen sich auf das Jahr 2005 und sind gerundet.
Das Gebiet des Kirchenbezirks Backnang gehört überwiegend zum alten Kernland Württemberg, wo ab 1534 die Reformation eingeführt wurde. Daher ist das gesamte Gebiet überwiegend evangelisch geprägt und es gibt auch fast in jedem Dorf eine evangelische Kirchengemeinde und meist auch eine alte Kirche. In allen Orten (außer Backnang) zogen Katholiken überwiegend erst nach dem Zweiten Weltkrieg zu.
Die 23 Kirchengemeinden des Kirchenbezirks Backnang sind zu den fünf Distrikten Backnang, Mittleres Murrtal, Oberes Murrtal, Murrhardt und Weissacher Tal zusammengeschlossen. Der Distrikt Backnang umfasst die fünf Kirchengemeinden der Gesamtkirchengemeinde Backnang, zum Distrikt Mittleres Murrtal gehören die Kirchengemeinden Burgstall, Erbstetten, Großaspach, Kleinaspach und Rietenau, zum Distrikt Oberes Murrtal die Kirchengemeinden Grab, Großerlach, Oppenweiler, Spiegelberg und Sulzbach, zum Distrikt Murrhardt die Kirchengemeinden Murrhardt, Fornsbach und Kirchenkirnberg und zum Distrikt Weissacher Tal die Kirchengemeinden Allmersbach im Tal, Althütte, Lippoldsweiler, Oberbrüden und Weissach im Tal.

### Kirchengemeinde Allmersbach im Tal

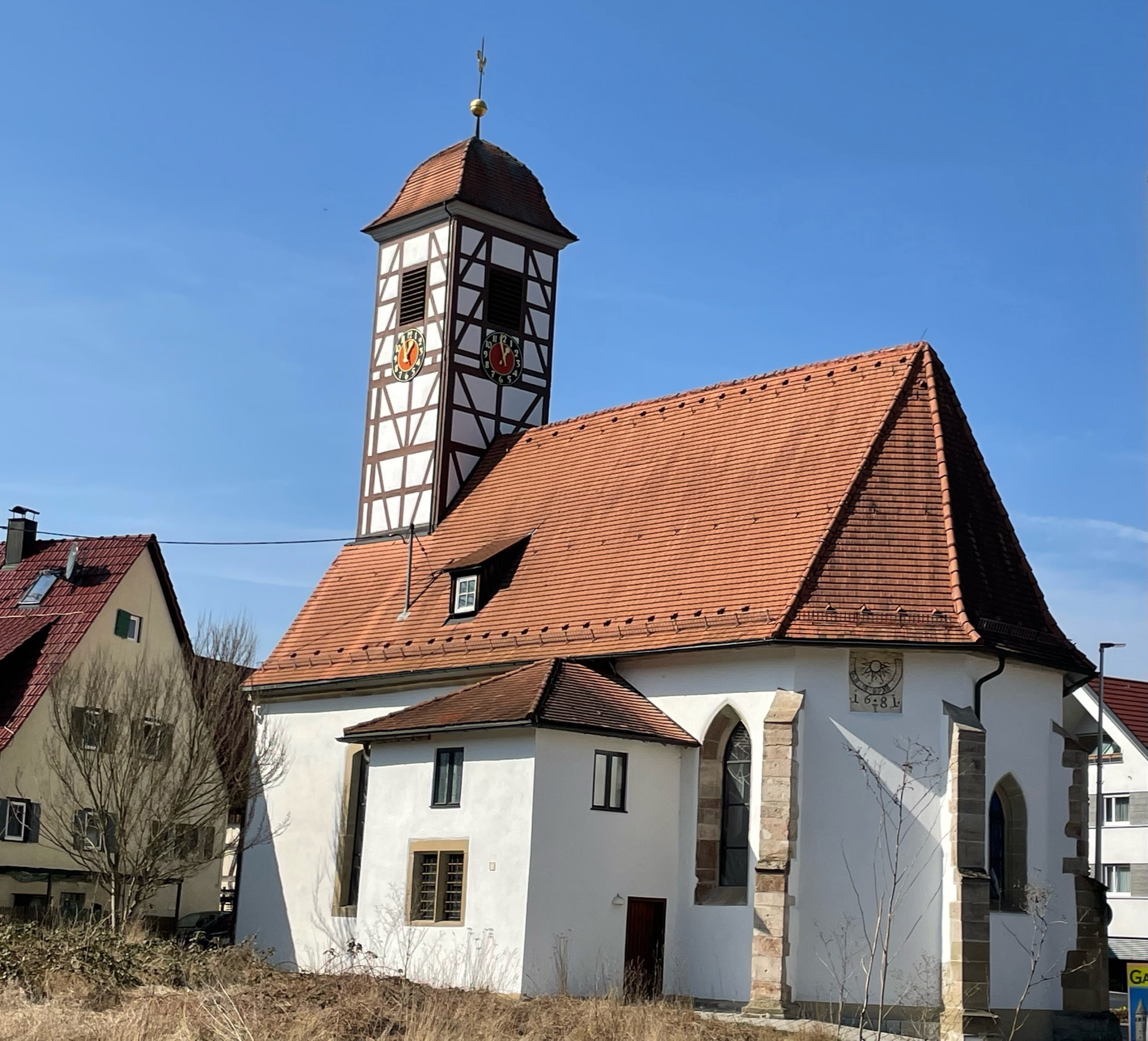
Kirche St. Anna Allmersbach

Die Kirchengemeinde Allmersbach im Tal umfasst die Gemeinde Allmersbach im Tal. Der Ort gehörte kirchlich zunächst zu Unterweissach. Seit der Reformation betreute der Diakon aus Backnang den Ort. 1839 wurde in Allmersbach eine eigene Pfarrverweserei eingerichtet und 1864 eine eigene Pfarrei. Eine Kirche hat der Ort jedoch bereits seit dem Mittelalter. Von der gotischen Kirche St. Anna ist aber nur noch der Chor erhalten. Das Schiff wurde 1754 angebaut. 1973 baute sich die Kirchengemeinde ein neues Gemeindezentrum an der Heutensbacher Straße. Die alte Dorfkirche wurde an die politische Gemeinde Allmersbach im Tal verkauft. Dort finden heute nur noch sporadisch Gottesdienste statt.
Heutensbach war kirchlich stets eine Filiale von Unterweissach. Mit Wirkung vom 17. Oktober 1976 wurde der Ortsteil der Kirchengemeinde Allmersbach im Tal zugeordnet, nachdem er politisch bereits seit 1971 zur Gemeinde gehörte.
An der Kirchengemeinde Allmersbach im Tal sind heute zwei Pfarrer tätig.

### Kirchengemeinde Althütte
Die Kirchengemeinde Althütte (ca. 2.100) umfasst die Gemeinde Althütte mit Ausnahme einiger kleiner Weiler. Kirchlich gehörte der Ort zunächst zu Rudersberg. 1853 wurde in Althütte eine ständige Pfarrverweserei, 1862 eine Pfarrei errichtet. Eine eigene Kirche hat Althütte seit 1859. In Althütte gibt es auch ein Gemeindehaus.
Sechselberg und Waldenweiler gehörten kirchlich zunächst zu Unterweissach. Seit 1862 gehört Waldenweiler zur Kirchengemeinde Althütte. Sechselberg hingegen kam 1864 zunächst zur Pfarrei Lippoldsweiler, doch bildete es bis 1976 eine eigene Filialkirchengemeinde von Lippoldsweiler. Erst durch Verfügung vom 19. März 1976 wurde die Filialkirchengemeinde Sechselberg aufgelöst und die Gemeindeglieder der Kirchengemeinde Althütte angegliedert. Einige zu Sechselberg gehörigen Weiler (z. B. Fautsbach) gehören jedoch heute noch zur Kirchengemeinde Murrhardt, wobei der Hörschhof durch Bekanntmachung des Oberkirchenrats vom 6. Dezember 1963 von der Kirchengemeinde Murrhardt gelöst und der damaligen Kirchengemeinde Sechselberg angegliedert wurde. Der zu Sechselberg gehörige Weiler Rottmannsberger Sägemühle gehörte bis 1946 noch zur Kirchengemeinde Oberbrüden und wurde durch Bekanntmachung des Oberkirchenrats vom 11. Dezember 1946 der Kirchengemeinde Sechselberg zugeordnet. In Sechselberg wurde 1949 auch eine eigene Kirche erbaut.

### Gesamtkirchengemeinde Backnang
Die Gesamtkirchengemeinde Backnang (ca. 15.000) umfasst das Stadtgebiet Backnangs ohne den Stadtteil Strümpfelbach. Sie wurde mit Wirkung vom 1. Januar 1970 gebildet, als die bis dahin alleinige Kirchengemeinde Backnang in die fünf Teilkirchengemeinden Stiftskirchengemeinde Backnang, Matthäuskirchengemeinde Backnang, Markuskirchengemeinde Backnang, Kirchengemeinde Sachsenweiler-Steinbach und Kirchengemeinde Waldrems-Maubach-Heiningen aufgeteilt und diese gleichzeitig in der Gesamtkirchengemeinde Backnang zusammengeschlossen wurden. Das Kultusministerium hatte die Gesamtkirchengemeinde Backnang und die fünf Teilkirchengemeinden mit Schreiben vom 22. Dezember 1969 als Körperschaften des öffentlichen Rechts anerkannt.

#### Stiftskirchengemeinde Backnang
Die Stiftskirchengemeinde Backnang (ca. 3.650) umfasst die historische Kernstadt Backnangs. Die Stiftskirche St. Pankratius wurde 1116 erstmals erwähnt. Anstelle der Pankratiuskirche wurde 1122 eine Michaelskirche als Pfarrkirche erbaut, die 1160 dem Stift inkorporiert wurde. 1477 wurde das Stift in ein weltliches Kollegiatstift umgewandelt, 1557 starb der letzte Propst. 1635 nahmen die Jesuiten für kurze Zeit (bis 1648) das Stift in Besitz. Die heutige Stiftskirche (ehemalige Pankratiuskirche) ist ein spätromanischer Bau mit Chorseitentürmen und spätgotischem Chor mit Netzrippengewölbe. Das Schiff wurde 1697 nach einem Brand von 1693 erbaut. Die Krypta der Kirche war einst Grablege der badischen Markgrafen. Hier sind Erzplatten mit badischen Wappen zu sehen. Die Michaelskirche brannte 1693 ab. Übrig blieb nur der frühgotische Chor, der mit einem neugeformten Turm überbaut wurde. Das Totenkirchle (ehemals zu Unserer Lieben Frau bzw. St. Lorenz) ist ein spätgotischer Bau an der Sulzbacher Straße. Ein Gemeindehaus besitzt die Gemeinde am Heininger Weg.
Bis in die 1960er Jahre war die Stiftskirche die einzige evangelische Kirche der Kernstadt. Durch Zuwachs wurde die Kirchengemeinde zu groß. Es entstanden 1962 die Matthäuskirche und später die Markuskirche mit jeweils eigenen Kirchengemeinden ab 1. Januar 1970. Die heutige Stiftskirchengemeinde Backnang entstand ebenfalls mit Wirkung vom 1. Januar 1970 als Teil der neu gebildeten Gesamtkirchengemeinde Backnang. Durch Bekanntmachung des Oberkirchenrats vom 1. März 1985 gab es eine kleine Gebietsumgliederung von der Matthäuskirchengemeinde Backnang in die Stiftskirchengemeinde Backnang.
Mit Wirkung vom 23. Oktober 2007 gab es eine Gebietsveränderung zwischen der Stiftskirchengemeinde Backnang und der Kirchengemeinde Sachsenweiler-Steinbach im Bereich der Straßen „Spinnerei“, „Rosslauf“ und „Beim Marienheim“ zugunsten der Kirchengemeinde Sachsenweiler-Steinbach.

#### Markuskirchengemeinde Backnang
Die Markuskirchengemeinde Backnang (ca. 3.000) umfasst den Nordwesten der Kernstadt sowie den Stadtteil Schöntal der Stadt Backnang. Die Kirchengemeinde wurde mit Wirkung vom 1. Januar 1970 innerhalb der neu errichteten Gesamtkirchengemeinde Backnang gebildet, als die bis dahin alleinige Kirchengemeinde Backnang in fünf Teilkirchengemeinden aufgeteilt und diese gleichzeitig in der Gesamtkirchengemeinde Backnang zusammengeschlossen wurden. Bei der Markuskirche wurde 1993 ein modernes Gemeindezentrum erbaut. Die Kirchengemeinde ist Träger zweier Kindergärten, einer im Markusgemeindezentrum sowie der Geschwister-Scholl-Kindergarten.
Die Markuskirchengemeinde feiert alle zwei Wochen auch Gottesdienste in der kleinen Kirche im Stadtteil Mittelschöntal. Die dortige Kirche befindet sich im Eigentum der Hahn’schen Gemeinschaft, mit der ein Nutzungsabkommen besteht. Mittelschöntal bildete bis 1949 mit dem benachbarten Unterschöntal eine eigenständige Filialkirchengemeinde der Muttergemeinde Backnang. Durch Bekanntmachung des Oberkirchenrats vom 22. November 1949 wurde die Filialkirchengemeinde aufgelöst und der Kirchengemeinde Backnang angegliedert. Fortan bildeten Mittel- und Unterschöntal sogenannte Nebenorte der Kirchengemeinde Backnang. Bei Bildung der eigenständigen Markuskirchengemeinde Backnang im Jahr 1970 wurden beide Orte dieser neuen Kirchengemeinde zugeordnet.

#### Matthäuskirchengemeinde Backnang
Die Matthäuskirchengemeinde Backnang (ca. 4.000) umfasst den Nordosten der Kernstadt Backnang, unter anderem auch die Wohngebiete Plattenwald und Plaisir. Durch Zuzüge insbesondere nach dem Zweiten Weltkrieg war die Kirchengemeinde Backnang stark angewachsen, so dass 1960–1963 am Häfnersweg durch Architekt Rall eine weitere Kirche, die Matthäuskirche erbaut wurde. Mit Wirkung vom 1. Januar 1970 wurde die selbständige Matthäuskirchengemeinde Backnang gebildet, als die bis dahin alleinige Kirchengemeinde Backnang in fünf Teilkirchengemeinden aufgeteilt und diese gleichzeitig in der Gesamtkirchengemeinde Backnang zusammengeschlossen wurden. Neben dem Matthäusgemeindezentrum verfügt die Kirchengemeinde auch über einen Gemeinderaum im Pfarrhaus am Melanchthonweg.
Durch Bekanntmachung des Oberkirchenrats vom 1. März 1985 gab es eine kleine Gebietsumgliederung von der Matthäuskirchengemeinde Backnang in die Stiftskirchengemeinde Backnang.

#### Kirchengemeinde Sachsenweiler-Steinbach
Die Kirchengemeinde Sachsenweiler-Steinbach (ca. 1.350) umfasst die Stadtteile Sachsenweiler und Steinbach der Stadt Backnang. Der kleine Weiler Sachsenweiler gehörte bis 1936 zur Gemeinde Unterweissach und wurde dann nach Backnang umgemeindet. Er teilte daher kirchlich die Geschicke dieser Kommunen. Die kirchliche Umgliederung erfolgte durch Bekanntmachung des Oberkirchenrats vom 10. März 1937. Nach dem Zweiten Weltkrieg wurde der Weiler stark ausgebaut und 1969 erhielt er eine eigene Kirche, die Petruskirche mit Gemeindezentrum. Mit Wirkung vom 1. Januar 1970 wurde die selbständige Kirchengemeinde Sachsenweiler-Steinbach gebildet, als die bis dahin alleinige Kirchengemeinde Backnang in fünf Teilkirchengemeinden aufgeteilt und diese gleichzeitig in der Gesamtkirchengemeinde Backnang zusammengeschlossen wurden.
Steinbach war bis 1949 eine eigenständige Gemeinde und wurde dann nach Backnang eingemeindet. Kirchlich bildete der Ort eine Filialkirchengemeinde von Backnang, die durch Bekanntmachung des Oberkirchenrats vom 22. November 1949 aufgelöst und der Kirchengemeinde Backnang angegliedert wurde. Danach war Steinbach ein sogenannter Nebenort der Kirchengemeinde Backnang. 1970 wurde Steinbach dann Teil der neu gebildeten Kirchengemeinde Sachsenweiler-Steinbach innerhalb der Gesamtkirchengemeinde Backnang. Steinbach hat aber auch eine eigene Kirche, die Stephanuskirche mit Gemeindesaal.
Mit Wirkung vom 23. Oktober 2007 gab es eine Gebietsveränderung zwischen der Stiftskirchengemeinde Backnang und der Kirchengemeinde Sachsenweiler-Steinbach im Bereich der Straßen „Spinnerei“, „Rosslauf“ und „Beim Marienheim“ zugunsten der Kirchengemeinde Sachsenweiler-Steinbach.

#### Kirchengemeinde Waldrems-Maubach-Heiningen
Die Kirchengemeinde Waldrems-Maubach-Heiningen (ca. 2.600) umfasst die Stadtteile Heiningen, Maubach und Waldrems der Stadt Backnang. Die drei Stadtteile gehörten seit dem 15. Jahrhundert zu Württemberg und waren teilweise an die Nothafft verpfändet. Kirchlich gehörten sie zunächst zu Backnang, bildeten jedoch die beiden Filialkirchengemeinden Heiningen und Maubach-Waldrems. Diese wurden durch Bekanntmachung des Oberkirchenrats vom 22. November 1949 aufgelöst und der Kirchengemeinde Backnang angegliedert. Danach bildeten Heiningen, Maubach und Waldrems sogenannte Nebenorte der Kirchengemeinde Backnang. Inzwischen wuchsen diese Stadtteile stark an und so wurde 1961 in Waldrems/Heiningen eine eigene Kirche, die Auferstehungskirche erbaut. Später wurde in Maubach eine zweite Kirche, die Pauluskirche erbaut. Gemeindehäuser gibt es beim Gemeindezentrum der Pauluskirche und in Heiningen (Flattichhaus). Mit Wirkung vom 1. Januar 1970 wurde die selbständige Kirchengemeinde Waldrems-Maubach-Heiningen gebildet, als die bis dahin alleinige Kirchengemeinde Backnang in fünf Teilkirchengemeinden aufgeteilt und diese gleichzeitig in der Gesamtkirchengemeinde Backnang zusammengeschlossen wurden.

### Kirchengemeinde Burgstall
Die Kirchengemeinde Burgstall (ca. 900) umfasst den Ortsteil Burgstall der Gemeinde Burgstetten. Eine Kirche wird in Burgstall 1317 erstmals erwähnt. Über die Grafen von Löwenstein kam sie an das Kloster Weiler bei Esslingen und schließlich an Württemberg. Die spätgotische Kirche (ab 1581 als dem Hl. Georg gewidmet bezeugt) hat einen netzgewölbten Ostchortum, eine Steinkanzel und eine Sakristei mit altem Tonnengewölbe. 1871 wurde die Kirche renoviert. Die Kirchengemeinde verfügt auch über ein Gemeindehaus.
Bis 1954 gehörte die Kirchengemeinde Burgstall zum Kirchenbezirk Marbach. Durch Bekanntmachung des Oberkirchenrats vom 13. April 1954 wurde sie in den Kirchenbezirk Backnang umgegliedert.

### Kirchengemeinde Erbstetten
Die Kirchengemeinde Erbstetten (ca. 1.100) umfasst den Ortsteil Erbstetten der Gemeinde Burgstetten. Eine Kirche wird in Erbstetten bereits 1287 erstmals genannt. Über die Grafen von Löwenstein kam sie an das Kloster Lichtenstern. 1474 wurde die spätgotische Chorturmkirche verändert. Der Chor hat ein Netzrippengewölbe, die Nordkapelle von 1568 ist kreuzrippengewölbt. 1584 wird die Kirche Laurentiuskirche genannt. Das Schiff wurde 1607 und 1621 nach Norden und Westen erweitert, eine West- und Nordempore mit Ausrichtung auch des Parterre-Gestühls auf die Kanzel an der Südwand zu einer Querkirche erweitert und 1864 renoviert. Der Taufstein und das Altarkreuz sind spätgotisch. Eine Glocke der Kirche wurde 1503 von Pantlion Sydler aus Esslingen gegossen. Die Kirchengemeinde verfügt auch über ein Gemeindehaus. Bis 1939 gehörte die Kirchengemeinde Erbstetten zum Kirchenbezirk Marbach. Mit Wirkung vom 1. April 1939 wurde sie in den Kirchenbezirk Backnang umgegliedert.

### Kirchengemeinde Fornsbach
Die Kirchengemeinde Fornsbach (ca. 900) umfasst den Stadtteil Fornsbach der Stadt Murrhardt. Kirchlich gehörte der Ort stets zu Murrhardt. Eine Kapelle St. Mauritius wird 1440 erstmals erwähnt. Nach der Reformation betreute der Diakon aus Murrhardt den Ort. Erst 1901 wurde Fornsbach eine eigene Pfarrei. Die ursprünglich romanische, in gotischer Zeit umgebaute Chorturmkirche wurde 1945 zerstört. 1950 wurde die heutige Kirche erbaut. Die Kirchengemeinde besitzt auch ein Gemeindehaus. Die Kirchengemeinde teilt sich ein Pfarramt mit der Kirchengemeinde Kirchenkirnberg. Dieses war zuletzt mit Pfarrer Steffen Kaltenbach besetzt und ist seit seines Eintritts in den Ruhestand 2024 unbesetzt.

### Kirchengemeinde Großerlach/Grab
Mit Wirkung vom 1. Januar 2011 fusionierten die bislang selbständigen Kirchengemeinden Grab und Großerlach.
Der Ortsteil Grab hat knapp 500 Gemeindeglieder. Kirchlich war Grab eine Filiale von Murrhardt. 1851 wurde eine Pfarrverweserei und 1862 eine eigene Pfarrei errichtet. 1853 wurde eine eigene Kirche auf den Resten eines römischen Wachturms erbaut.
Bis 1933 gehörte auch der zur Gemeinde Mainhardt gehörige Weiler Rösersmühle zur Kirchengemeinde Grab. Durch Bekanntmachung des Oberkirchenrats vom 19. Juni 1933 wurde dieser in den Kirchenbezirk Weinsberg umgegliedert und der Kirchengemeinde Mainhardt zugeordnet.
Neben dem Kernort gehören noch einige kleinerer Weiler zu Großerlach (ca. 870). Kirchlich gehörte Großerlach zu Sulzbach. 1854 wurde eine eigene Pfarrei errichtet, zu der auch einige Wohnplätze der Gemeinde Wüstenrot gehörten. Die Kirche mit Dachreiter wurde 1857 erbaut. Die Kirchengemeinde hat auch ein Gemeindehaus Sommerhalde.

### Kirchengemeinde Großaspach

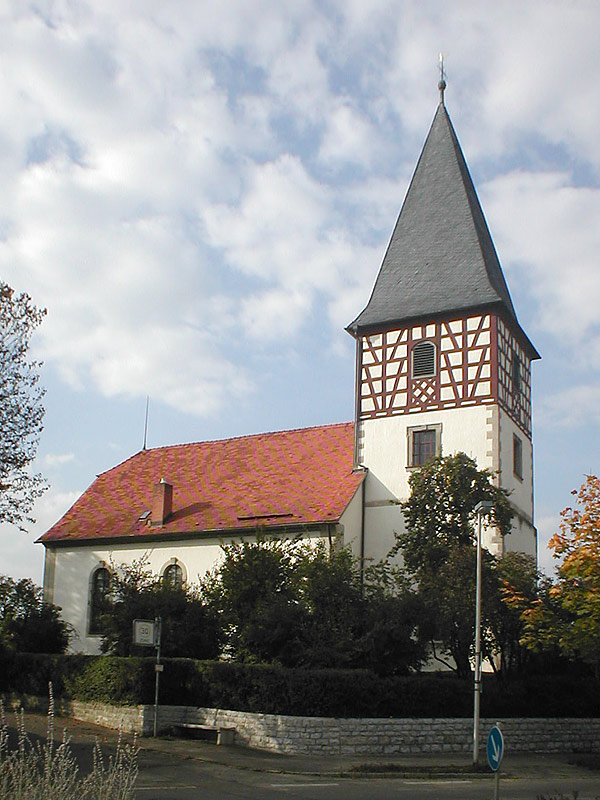
Evang. Kirche Aspach-Großaspach

Die Kirchengemeinde Großaspach (ca. 2.400) umfasst den Ortsteil Großaspach der Gemeinde Aspach und den Weiler Wüstenbachhof der Gemeinde Kirchberg an der Murr. Der Wüstenbachhof wurde jedoch erst durch Bekanntmachung des Oberkirchenrats vom 29. Januar 1971 von der Kirchengemeinde Kirchberg an der Murr im Kirchenbezirk Marbach hierher umgegliedert und der Kirchengemeinde Großaspach zugeordnet.
Eine Kirche St. Juliana wurde in Großaspach bereits 1310 erwähnt. Sie gehörte den Grafen von Löwenstein und später den Sturmfelder. 1747 wurde sie in ein württembergisches Lehen umgewandelt. Die heutige Kirche wurde 1780 erbaut und 1898 erneuert. Von der alten Kirche besteht noch der romanische Ostturm und ein gotisches Maßwerkfenster an der Südseite. Die Kirchengemeinde besitzt auch ein Gemeindehaus am Friedhofweg.

### Kirchengemeinde Kirchenkirnberg
Die Kirchengemeinde Kirchenkirnberg (ca. 770) umfasst den Stadtteil Kirchenkirnberg der Stadt Murrhardt, wobei einige kleinere Weiler zur Kirchengemeinde Murrhardt gehören. Eine Kirche wird in Kirchenkirnberg bereits 1278 erwähnt, als das Patronat der Kirche St. Ursula von den Grafen von Löwenstein an das Kloster Adelberg kam. Durch Württemberg wurde die Reformation eingeführt. Die ursprünglich gotische Pfarrkirche wurde 1845 durch einen Neubau ersetzt.
Bis 1925 gehörte auch der Weiler Hundsberg (damals Gemeinde Altenberg) zur Kirchengemeinde Kirchenkirnberg. Durch Bekanntmachung des Oberkirchenrats vom 30. Dezember 1925 wurde Hundsberg der Kirchengemeinde Hellershof (heute Kirchenbezirk Schorndorf) angegliedert. Ferner gehörten bis 1968 auch die Weiler Mönchhof und Brandhöfle (Gemeinde Kaisersbach) zur Kirchengemeinde Kirchenkirnberg. Durch Bekanntmachung des Oberkirchenrats vom 4. Januar 1968 wurden sie der Kirchengemeinde Kaisersbach zugeordnet. Darüber hinaus gehörten bis 1978 die Weiler Hagkling, Pritschenhof, Felgenhof, Pfeilerhof, Wasserhof, Haghof, Sturmhof und Haghöfle der Gemeinde Gschwend zur Kirchengemeinde Kirchenkirnberg. Durch Verfügung vom 28. März 1978 wurden diese in den Kirchenbezirk Gaildorf umgegliedert und der Kirchengemeinde Gschwend zugeordnet. Auch der Weiler Hugenbeckenreute des Gschwender Ortsteils Altersberg, der bis 1992 zur Kirchengemeinde Kirchenkirnberg gehörte, wurde mit Wirkung vom 2. Dezember 1992 der Kirchengemeinde Gschwend zugeordnet.
Die Kirchengemeinde teilt sich ein Pfarramt mit der Kirchengemeinde Kirchenkirnberg. Dieses war zuletzt mit Pfarrer Steffen Kaltenbach besetzt und ist seit seines Eintritts in den Ruhestand 2024 unbesetzt.

### Kirchengemeinde Kleinaspach
Die Kirchengemeinde Kleinaspach (ca. 1.800) umfasst die Ortsteile Allmersbach am Weinberg und Kleinaspach der Gemeinde Aspach. Kirchlich gehörte Kleinaspach zunächst zur Pfarrei Bottwar, seit dem 13. Jahrhundert zu Oberstenfeld. Seit dem 15. Jahrhundert ist Kleinaspach eine eigene Pfarrei. Die heutige Kirche geht auf einen Bau aus dem Jahr 1791 zurück, doch gab es zuvor bereits eine Kirche. 1856 und 1930 wurde die Kirche erneuert. Außer der Kirche verfügt die Kirchengemeinde auch über ein Gemeindehaus, das den Namen „Sonne“ trägt. Bis 1939 gehörte die Kirchengemeinde Kleinaspach zum Kirchenbezirk Marbach. Mit Wirkung vom 1. April 1939 wurde sie in den Kirchenbezirk Backnang umgegliedert.
In Allmersbach am Weinberg wurde 1974 eine eigene Kirche erbaut.

### Kirchengemeinde Lippoldsweiler
Die Kirchengemeinde Lippoldsweiler (ca. 1.400) umfasst die Ortsteile Ebersberg und Lippoldsweiler mit allen zugehörigen Weilern (z. B. Hohnweiler) der Gemeinde Auenwald. Die Orte Ebersberg und Lippoldsweiler gehörten kirchlich zunächst zu Unterweissach. 1361 wird in Ebersberg aber bereits eine Kirche erwähnt, die im 18. Jahrhundert abbrannte. Die Ortsherren waren katholisch und so blieb Ebersberg auch katholisch. Die Gottesdienste wurden seit 1718 in der im Schloss eingebauten Kirche St. Michael gehalten. Sie wurde später katholische Pfarrkirche für das nähere Umland. Lippoldsweiler hingegen wurde nach der Reformation evangelisch, gehörte aber noch bis ins 19. Jahrhundert zur Pfarrei Unterweissach. 1864 wurde der Ort zusammen mit Sechselberg und anderen Orten eine selbständige Pfarrverweserei und 1871 eine Pfarrei. Eine eigene Kirche wurde 1878 auf Gemarkung Hohnweiler erbaut. Die Kirchengemeinden besitzt auch ein Gemeindehaus in Hohnweiler.

### Kirchengemeinde Murrhardt

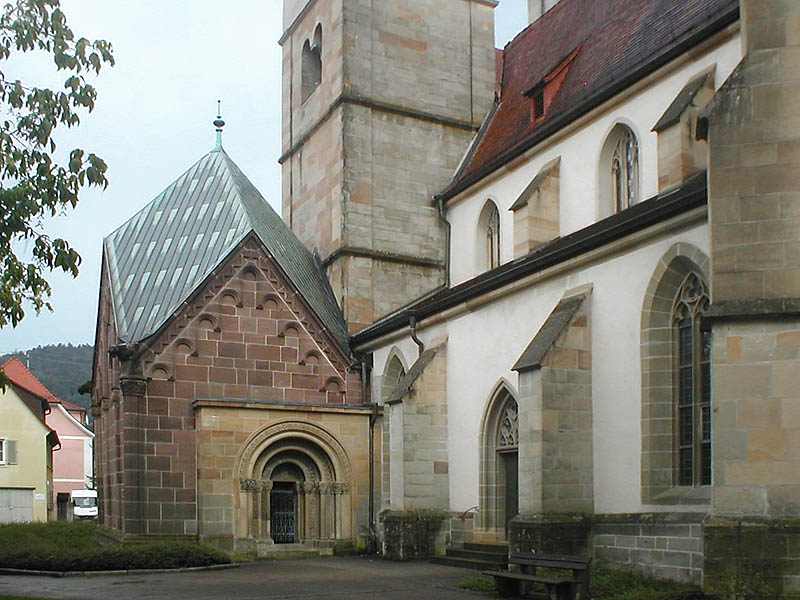
Walterichskapelle an der Evang. Stadtkirche Murrhardt

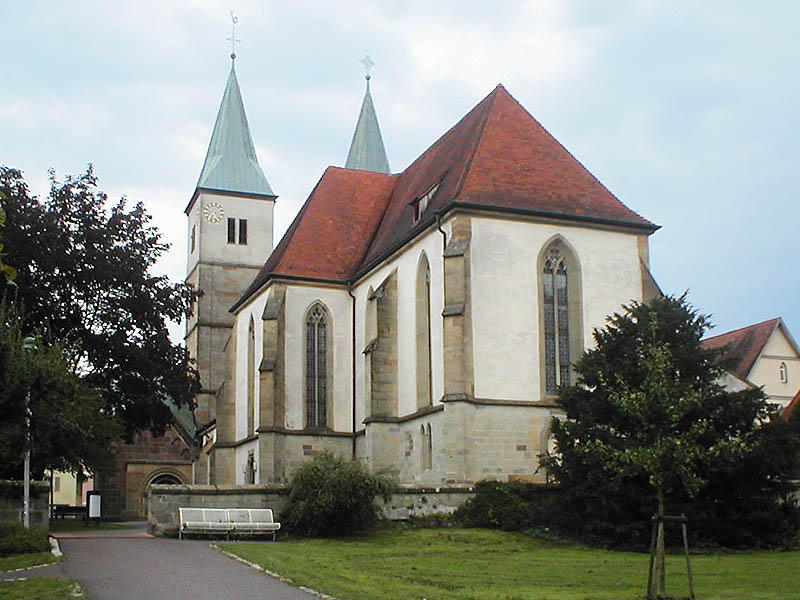
Evang. Stadtkirche Murrhardt

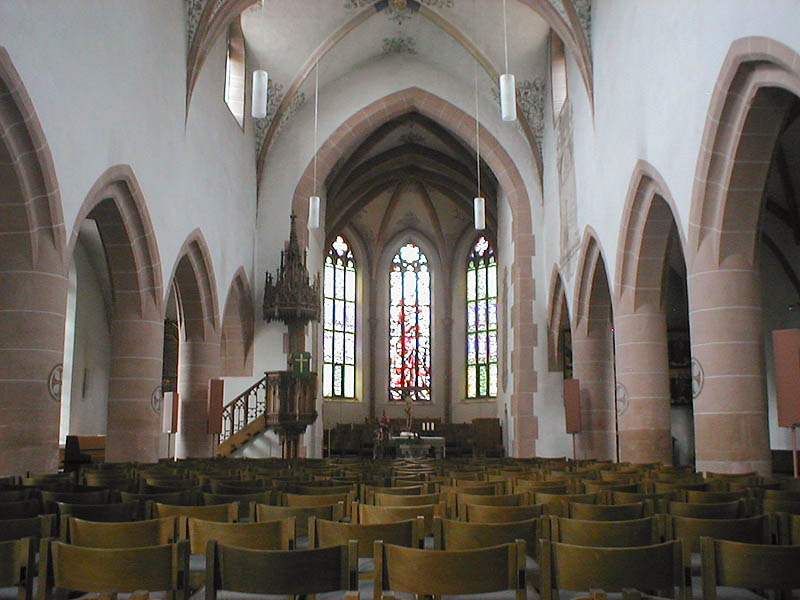
Evang. Stadtkirche Murrhardt Innenansicht

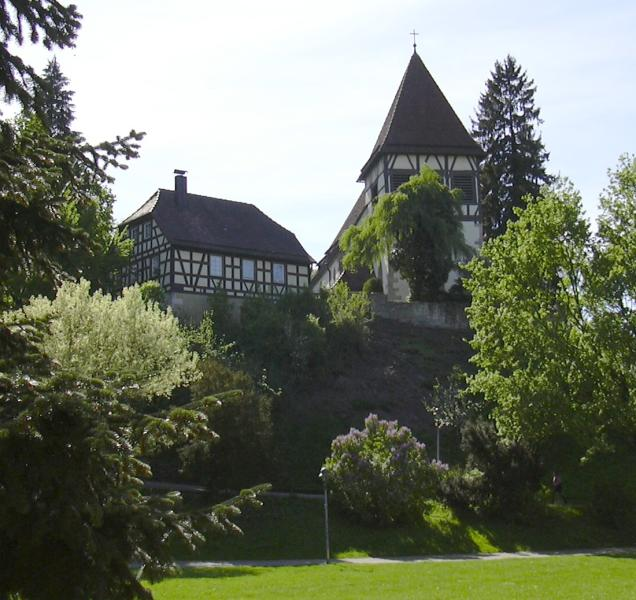
Evang. Walterichskirche Murrhardt

Die Kirchengemeinde Murrhardt (ca. 6.000) umfasst die Kernstadt von Murrhardt (mit zugehörigen Weilern) sowie einige Weiler der Stadtteile Fornsbach und Kirchenkirnberg, ferner den Ortsteil Fautsbach der Gemeinde Althütte. Dabei wurde der Weiler Siebenknie erst durch Bekanntmachung des Oberkirchenrats vom 19. Juni 1933 von der Kirchengemeinde Sulzbach in die Kirchengemeinde Murrhardt umgegliedert, nachdem er damals auch politisch in die Stadt Murrhardt eingegliedert worden war.
Murrhardt war im Mittelalter Sitz eines Klosters, das wohl im 9. Jahrhundert gegründet wurde. Nach Einführung der Reformation 1522 residierten im Kloster evangelische Prälaten und Klostervögte. Es war dann nur noch eine Klosterschule, die 1594 mit der in Blaubeuren zusammengelegt wurde. Eine Kirche wird in Murrhardt 817 erstmals genannt, als Kaiser Ludwig der Fromme eine Kirche dem Kloster schenkte. Diese Klosterkirche wurde aber erst 1867 Pfarrkirche der Stadt (heute Stadtkirche). Die ursprünglich romanische Stadtkirche ist eine dreischiffige Säulenbasilika mit zwei Osttürmen aus dem 12./13. Jahrhundert. Das Schiff wurde 1434 umgebaut. Es erhielt ein Kreuzrippengewölbe. An den Nordturm ist die romanische Walterichskapelle (nicht zu verwechseln mit der Walterichskirche) angebaut.
Bis ins 19. Jahrhundert war die sog. obere Kirche Pfarrkirche Murrhardts. Die ehemals der Hl. Maria geweihte Kirche wurde seit dem Dreißigjährigen Krieg Walterichkirche genannt. An ihr taten die jeweiligen Prälaten des Klosters Murrhardt ihre Dienste. Nach Aufhebung der Prälatur Murrhardt 1807 wurde an ihr eine Pfarrstelle eingerichtet, die dann 1867 an die Stadtkirche verlegt wurde. Die Walterichskirche wurde über römischen Trümmern erbaut. Der Chor stammt aus dem 13. Jahrhundert und wurde mit dem Turm überbaut. Das Schiff wurde 1489 umgebaut.
Neben den beiden Kirchen besitzt die Kirchengemeinde Murrhardt noch die Auferstehungskirche in Westermurr sowie in der „Alten Abtei“ Gemeinderäume.
Durch Bekanntmachung des Konsistoriums vom 28. Dezember 1920 wurde der Weiler Rupphof von der Kirchengemeinde Murrhardt gelöst und der Kirchengemeinde Fichtenberg zugeordnet. Durch weitere Bekanntmachung des Oberkirchenrats vom 6. Dezember 1963 wurde auch der zu Sechselberg gehörige Hörschhof von der Kirchengemeinde Murrhardt gelöst und der damaligen Kirchengemeinde Sechselberg angegliedert, die seit 1976 zur Kirchengemeinde Althütte gehört.

### Kirchengemeinde Oberbrüden-Unterbrüden
Die Kirchengemeinde Oberbrüden-Unterbrüden umfasst die Ortsteile Ober-, Mittel- und Unterbrüden der Gemeinde Auenwald. Eine Kirche wird in Oberbrüden 1468 erstmals erwähnt. Sie war Filiale von Backnang. Die spätgotische Kirche wurde 1755 verändert, in den 1950er Jahren jedoch abgebrochen und durch einen Neubau 1958 ersetzt. Taufstein von 1583 und ein Epitaph von 1582 wurde in die neue Kirche übernommen. Außer der alten Kirche gab es in Oberbrüden auch eine Totenkirche, die dem Hl. Petrus geweiht war und 1812/13 abgebrochen wurde. Der Turm blieb noch bis 1834 stehen, wurde dann aber ebenfalls abgebrochen. In Oberbrüden besitzt die Kirchengemeinde auch ein Gemeindehaus.
Unterbrüden gehörte kirchlich stets zu Unterweissach. Eine eigene Kirche wurde in Unterbrüden erst 1959 erbaut. Durch Bekanntmachung des Oberkirchenrats vom 18. April 1972 wurde der Ort von der Kirchengemeinde Unterweissach gelöst und der Kirchengemeinde Oberbrüden angegliedert.
Bis 1946 gehörte auch der zu Sechselberg gehörige Weiler Rottmannsberger Sägmühle zur Kirchengemeinde Oberbrüden. Durch Bekanntmachung des Oberkirchenrats vom 11. Dezember 1946 wurde dieser Weiler jedoch der Kirchengemeinde Sechselberg zugeordnet.

### Kirchengemeinde Oppenweiler
Die Kirchengemeinde Oppenweiler (ca. 2.740) umfasst die Gemeinde Oppenweiler und den Stadtteil Strümpfelbach der Stadt Backnang. Die dem Hl. Jakobus geweihte Kirche in Oppenweiler wurde 1468 erstmals genannt. Sie gehörte den Sturmfeder. Die Reformation fand erst in der 2. Hälfte des 16. Jahrhunderts durch die Württemberger Einzug, während die Sturmfeder selbst katholisch blieben. Der Pfarrer war spätestens seit 1747 auch für den Nachbarort Reichenberg zuständig. Die Kirche selbst wurde wohl 1411 begonnen, 1511 erneuert und 1878 umgebaut. Das Schiff hat eine Holzdecke, der Chor ein Rippenkreuzgewölbe. Im Zweiten Weltkrieg wurde die Kirche teilweise zerstört, danach aber wieder aufgebaut. Die Kirche war die Grablege der Sturmfeder mit Grabmälern aus dem 14. bis 17. Jahrhundert. Der gotische Flügelaltar stammt aus der 2. Hälfte des 15. Jahrhunderts. Neben Reichenberg und den zu Oppenweiler gehörigen weiteren Siedlungen gehörte stets auch Strümpfelbach, heute Stadtteil von Backnang, zur Pfarrei Oppenweiler. Die Kirchengemeinde Oppenweiler besitzt auch ein Gemeindehaus an der Schlossstraße.

### Kirchengemeinde Rietenau
Die Kirchengemeinde Rietenau (ca. 700) umfasst den Ortsteil Rietenau der Gemeinde Aspach. Die Kirche St. Ulrichs wurde bereits 1262 erstmals erwähnt. Die Pfarrei kam im 15. Jahrhundert an das Kloster Steinheim. Die Kirche wurde mehrfach verändert. Sie stammt aus dem 13. Jahrhundert. Der Chor hat ein Kreuzrippengewölbe. 1967/68 wurde die Kirche neugestaltet. Die Kirchengemeinde besitzt auch ein Gemeindehaus an der Johannes-Brenz-Straße.

### Kirchengemeinde Sulzbach-Spiegelberg
Seit dem 1. Januar 2019 besteht die fusionierte Kirchengemeinde Sulzbach-Spiegelberg, die aus den beiden Kirchengemeinden Spiegelberg und Sulzbach an der Murr zusammengewachsen ist.
Die ehemalige Kirchengemeinde Sulzbach an der Murr umfasste die Gemeinde Sulzbach an der Murr. Die Kirche in Murrhardt soll Ludwig der Fromme 817 dem Kloster Murrhardt geschenkt haben. Eine Kirche wird aber erst 1295 erstmals erwähnt. 1591 ist eine Frühmesse bezeugt. Die heutige Kirche, ehemals St. Ulrich, wurde 1875 erbaut. Sie besitzt noch Teile der früheren Befestigung. Kruzifix und Kanzel sind noch aus der Renaissancezeit. Die Kirchengemeinde besitzt auch ein Gemeindehaus.
Der bis 1933 zu Sulzbach gehörige Weiler Siebenknie wurde 1933 in die Stadt Murrhardt eingegliedert. Durch Bekanntmachung des Oberkirchenrats vom 19. Juni 1933 wurde Siebenknie auch kirchlich von der Kirchengemeinde Sulzbach in die Kirchengemeinde Murrhardt umgegliedert.
Die ehemalige Kirchengemeinde Spiegelberg umfasste die Gemeinde Spiegelberg. In der relativ jungen Gemeinde Spiegelberg (Gründung nach 1699) wurde 1706 ein Vikariat und 1719 eine Pfarrei errichtet. Eine Kirche wurde aber erst 1843/45 im neoromanischen Stil erbaut. 1959 wurde sie renoviert. Der Ortsteil Jux gehörte schon seit der Gründung zur Pfarrei. Nassach gehörte zunächst als Filiale zu Gronau und kam 1845 zur Pfarrei Spiegelberg.

### Kirchengemeinde Weissach im Tal
Die Kirchengemeinde Weissach im Tal (ca. 3.900) umfasst die Gemeinde Weissach im Tal mit allen ihren Ortsteilen. Eine Kirche ist in Unterweissach erstmals 1468 bezeugt. Als Kirchenpatron ist 1542 Sankt Agatha genannt. Die Kirche war Mutterkirche für das gesamte Umland. Die einzelnen Ort wurden später Zug um Zug von Unterweissach getrennt und zu eigenen Pfarreien bzw. Kirchengemeinde erhoben oder anderen Kirchengemeinden angegliedert. Als einer der letzten Orte wurde durch Bekanntmachung des Oberkirchenrats vom 18. April 1972 Unterbrüden von der Kirchengemeinde Unterweissach gelöst und der Kirchengemeinde Oberbrüden angegliedert.
Die gotische Chorturmkirche in Unterweissach hat einen kleinen kreuzrippengewölbten Chor, in dem neben Grabmalen nur noch der Taufstein und historisches Chorgestühl steht. Das Schiff wurde nach 1500 und im Jahre 1721 zu einer Querkirche vergrößert, deren Bänke und die Dreiseiten-Empore, im Verhältnis zum Turmchor seitlich versetzt, auf Altar und Kanzel ausgerichtet sind. Das Altarkreuz stammt aus der 2. Hälfte des 17. Jahrhunderts.
Oberweissach, Bruch und Cottenweiler gehörten kirchlich stets zu Unterweissach, weshalb die Kirchengemeinde zunächst auch nach Unterweissach benannt war. Doch gibt es in Bruch Reste eine Kapelle. Durch Verfügung des Oberkirchenrats vom 19. Dezember 1978 wurde die Kirchengemeinde Unterweissach in „Kirchengemeinde Weissach im Tal“ umbenannt. Die Kirchengemeinde hat auch zwei Gemeindehäuser, das Max-Fischer-Gemeindehaus in Oberweissach und ein Gemeindehaus in Unterweissach. Die Gemeinde wird von zwei Pfarrern betreut, einer ist in Unterweissach, der andere in Oberweissach ansässig.
Bis 1936 gehörte auch Sachsenweiler bzw. „Sachsenweiler Hof“ zu Unterweissach. Durch Bekanntmachung des Oberkirchenrats vom 10. März 1937 wurde dieser Weiler in die Kirchengemeinde Backnang umgegliedert.

## Archivquellen
- Bestand: Visitationsberichte.   Landeskirchliches Archiv Stuttgart. 1581–1822.   Signatur: A 1.
- Bestand: Kirchenvisitationsakten.   Hauptstaatsarchiv Stuttgart. ca. 1601–1840.   Signatur: A 281.
- Bestand: Ortsakten [mit Digitalisaten der Pfarrbeschreibungen und Pfarrberichte (darin u. a.: Chronik, Filialverhältnisse)].   Landeskirchliches Archiv Stuttgart. ca. 1550–1923.   Signatur: A 29.
- Bestand: Ortsakten [mit Digitalisaten der Pfarrberichte (darin u. a.: Filialverhältnisse)].   Landeskirchliches Archiv Stuttgart. ca. 1924–1966.   Signatur: A 129.
- Bestand: Ortsakten [mit Visitationsberichten].   Landeskirchliches Archiv Stuttgart. ca. 1967–1989.   Signatur: A 229.
- Archivgut: Dekanatsarchive.   Landeskirchliches Archiv Stuttgart.   Signatur: F-Bestände.
- Archivgut: Pfarrarchive.   Landeskirchliches Archiv Stuttgart.   Signatur: G-Bestände.